# Conon de Béthune

Escudo de armas de Conon de Béthune

Conon de Béthune (aprox. 1150 en la antigua región de Artois, actual Pas-de-Calais - 17 de diciembre de 1219 o 1220, en o cerca de Constantinopla o quizás Adrianópolis) fue un cruzado y poeta «trovador».

## Biografía
Nació en 1150, fue el décimo hijo de Roberto V de Béthune y oficial de justicia (avoué) de la abadía de Saint-Vaast de Arras (en la actual Pas-de-Calais), que murió en el sitio de Acre en 1191. A través de su abuela, Conon de Béthune estaba relacionado con la gobernante familia de Henao en Flandes. Es probable (a partir de las observaciones formuladas en uno de sus poemas) que Conon se presentó ante la corte de Francia, con motivo de las bodas del rey Felipe Augusto con Isabel de Henao en 1180 y cantó sus canciones ante María de Champaña (conocida por su conexión con Chrétien de Troyes).
Después de haber tomado parte en la Tercera Cruzada, Conon de Béthune fue (con su hermano Guillaume) a  la Cuarta Cruzada en 1200, acompañando a los caballeros de Balduino de Flandes y sirviendo como orador oficial. Su elocuencia, sabiduría y caballerosidad fueron elogiados por Godofredo de Villehardouin (que dijo de Conon: «Bon chevalier et sage estoit et bien eloquens»). Después de la conquista de Constantinopla (1204), Conon de Béthune desempeñó una serie de cargos importantes en el gobierno de Balduino (y después de Enrique de Flandes y Pedro II de Courtenay) y desempeñó un papel clave en la reconciliación de Balduino con Bonifacio de Montferrato y en la batalla de Adrianópolis. Después de la muerte de la emperatriz Yolanda de Flandes en 1219, fue elegido por los barones como regente del Imperio, pero murió poco después en 1219 o 1220 en la ciudad de Adrianópolis (actual Edirne, en la Turquía europea).

## Poesías
Sólo 14 obras de poesía atribuidas a Conon de Béthune han sobrevivido, y varias de estas atribuciones pueden ser dudosas. Fue educado por un pariente cercano, Huon d'Oisy, châtelain de Cambrai, quien le enseñó el arte de la poesía. Su poesía fue escrita para ser cantada y diez de sus poemas dan notación musical. La mayoría de sus poemas son canciones de amor cortesano, pero dos de ellos son importantes chansons de croisade o canciones de la cruzada en la que el poeta-amante deplora su próxima partida a su amada, pero sin embargo acepta la «noble vocación» de los cruzados. Conon de Béthune también manifiesta a veces a ser irónico o satírico, y en uno de los poemas de su cruzada ataca con vehemencia contra los abusos financieros por parte de esos para la recolección de fondos de los cruzados.
Algunas de las obras de Conon son:
- Chançon legiere a entendre
- Si voiremant con cele don je chant
- Mout me semont Amors que je m'envoise
- Ahi! Amors, com dure departie
- Bien me deüsse targier
- Se raige et derverie
- Belle doce Dame chiere
- Tant ai amé c'or me convient haïr
- L'autrier un jor aprés la Saint Denise
- L'autrier avint en cel autre païs